# Elezioni parlamentari in Lituania del 2000
Le elezioni parlamentari in Lituania del 2000 si tennero l'8 ottobre per il rinnovo del Seimas. In seguito all'esito elettorale, Rolandas Paksas, espressione di Unione della Patria, divenne Primo ministro; nel 2001 fu sostituito da Algirdas Brazauskas, esponente del Partito Socialdemocratico di Lituania.

## Risultati
| Liste                                                                           | Riepilogo nazionale | Riepilogo nazionale | Riepilogo nazionale | Seggi   | Seggi  |
| Liste                                                                           | Voti                | %                   | Seggi               | Collegi | Totale |
| ------------------------------------------------------------------------------- | ------------------- | ------------------- | ------------------- | ------- | ------ |
| Coalizione Socialdemocratica (LDDP - LSDP - NDP - LRS)                          | 457.294             | 31,08               | 28                  | 23      | 51     |
| Nuova Unione (socioliberali)                                                    | 288.895             | 19,64               | 18                  | 11      | 29     |
| Unione dei Liberali di Lituania                                                 | 253.823             | 17,25               | 16                  | 18      | 34     |
| Unione della Patria - Conservatori di Lituania                                  | 126.850             | 8,62                | 8                   | 1       | 9      |
| Unione dei Democratici Cristiani                                                | 61.583              | 4,19                | -                   | 1       | 1      |
| Partito dei Contadini di Lituania                                               | 60.040              | 4,08                | -                   | 4       | 4      |
| Partito dei Democratici Cristiani di Lituania                                   | 45.227              | 3,07                | -                   | 2       | 2      |
| Unione di Centro di Lituania                                                    | 42.030              | 2,86                | -                   | 2       | 2      |
| Unione dei Conservatori Moderati                                                | 29.615              | 2,01                | -                   | 1       | 1      |
| Azione Elettorale dei Polacchi in Lituania                                      | 28.641              | 1,95                | -                   | 2       | 2      |
| Unione Popolare di Lituania "Per una Lituania Giusta" (RP - LLP - LSP - NJR-96) | 21.583              | 1,47                | -                   | -       | -      |
| Unione della Libertà di Lituania                                                | 18.622              | 1,27                | -                   | 1       | 1      |
| Giovane Lituania - LPKTS                                                        | 16.941              | 1,15                | -                   | 1       | 1      |
| Unione dei Nazionalisti Lituani                                                 | 12.884              | 0,88                | -                   | -       | -      |
| Partito Lituano "Socialdemocrazia 2000"                                         | 7.219               | 0,49                | -                   | -       | -      |
| Indipendenti                                                                    | -                   | -                   | -                   | 4       | 4      |
| Totale                                                                          | 1.471.247           |                     | 70                  | 71      | 141    |

- I 51 seggi della Coalizione Socialdemocratica sono così ripartiti: 25 LDDP; 20 LSDP; 3 NDP; 3 LRS.